# Борич, Елена
Елена Борич (Титова) (босн. Elena Titova-Borić; род. 28 марта 1963) — советская шахматистка, чемпионка Украинской ССР (1979), международный мастер.

## Биография
Тренировалась в киевском дворце пионеров у Н. Л. Левина. В 1979, представляя на соревнованиях Киев, победила на чемпионате УССР. После распада СССР на соревнованиях представляет Боснию и Герцеговину. Участница командного чемпионата Европы по шахматам в 1999, шахматных олимпиад в 2008 и в 2016.

## Изменения рейтинга
| Графики недоступны из-за технических проблем. См. информацию на Фабрикаторе и на mediawiki.org. |